# Max Zorn
Max August Zorn (Krefeld, 6 de junio de 1906-Bloomington, 9 de marzo de 1993) fue un matemático alemán nacionalizado estadounidense.
Trabajó en los campos del álgebra abstracta, teoría de grupos y análisis numérico.
Es famoso por el lema de Zorn, una herramienta poderosa de teoría de conjuntos, que se puede aplicar a un amplio abanico de artefactos matemáticos como espacios vectoriales, conjuntos ordenados, etc. El lema de Zorn fue descubierto por primera vez por Kazimierz Kuratowski en 1922, y después de forma independiente, por Zorn en 1935.
Fue profesor de la Universidad de Indiana de 1946 hasta su muerte.
Zorn tuvo gran interés también en la guitarra; hay una imagen de él tocando la guitarra en Rawles Hall, donde está ubicada la Universidad de Indiana.
Max Zorn se casó con Alice Schlottau y tuvo un hijo, Jens, y una hija, Liz. Su nieto, Eric Zorn, es un columnista del Chicago Tribune